# Aeroporto de alternativa
Aeroportos de alternativa são aeroportos nos quais uma aeronave pode pousar caso o
pouso no aeroporto previsto como aeroporto de destino se torne impossível ou desaconselhável.

## Definição
De uma forma geral, os aeroportos de alternativa são classificados em três categorias, sendo elas:

### Aeroportos de alternativa de decolagem
São aeroportos de alternativa nos quais uma aeronave pode pousar se tornar-se necessário um pouso logo após a decolagem e não for possível utilizar o aeroporto de partida.

### Aeroportos de alternativa de rota
São aeroportos de alternativa nos quais uma aeronave pode pousar após experimentar uma situação anormal ou de emergência enquanto voando em rota.

### Aeroportos de alternativa em rotas ETOPS (Extended Operations)
São aeroportos adequados (ou convenientes) nos quais um avião bimotor pode pousar após experimentar uma parada de motor ou
outra condição anormal ou de emergência que ocorra em rota durante uma operação ETOPS.

## Exemplos de aeroportos de alternativa

### Aeroportos de alternativa em rotas ETOPS no Oceano Atlântico
- Aeroporto Internacional de Bangor (Bangor, Maine, EUA)
- Aeroporto Internacional de Gander (Gander, Terra Nova e Labrador, Canadá)
- Aeroporto Internacional de Reykjavík-Keflavík
- Aeroporto Internacional de Shannon (Shannon, Irlanda)
- Aeroporto Internacional L.F. Wade (Ilhas Bermudas)
- Aeroporto Internacional das Lajes/Base Aérea das Lajes (Açores, Portugal)
- Aeroporto de Santa Maria (Açores, Portugal)
- Aeroporto de Lisboa-Portela
- Aeroporto de La Palma (La Palma, Ilhas Canárias, Espanha)
- Aeroporto de Tenerife Norte (Tenerife, Ilhas Canárias, Espanha)
- Aeroporto Internacional Amílcar Cabral (Ilha do Sal, Cabo Verde)
- Aeroporto Internacional de Dakar (Dakar, Senegal)
- Base Aérea da Ilha de Ascensão (Ilha de Ascensão)
- Aeroporto de Fernando de Noronha
- Aeroporto Internacional de Natal
- Aeroporto Internacional de Fortaleza
- Aeroporto Internacional do Recife
- Aeroporto de Caiena-Rochambeau
- Aeroporto Internacional de Pointe-à-Pitre (Pointe-à-Pitre, Guadalupe)

### Aeroportos de alternativa em rotas ETOPS no Oceano Pacífico
- Aeródromo Henderson (Atol Midway)
- Aeroporto Internacional Mataveri (Ilha de Páscoa)
- Aeroporto Internacional de Cassidy (Atol Kiritimati, Kiribati)
- Aeroporto Internacional de Faa'a (Papeete, Polinésia Francesa)
- Aeródromo da Ilha Wake (Ilha Wake)
- Aeroporto Internacional de Majuro (Majuro, Ilhas Marshall)
- Aeródromo da Base Militar de Bucholz (Kwajalein, Ilhas Marshall)
- Aeroporto de King Salmon (King Salmon, Alasca, EUA)
- Estação da Força Aérea de Eareckson (Ilha Shemya, Alasca, EUA)
- Aeroporto de Cold Bay (Cold Bay, Alasca, EUA)
- Aeroporto do Centro de Lançamento de Barking Sands (Kauai, Havaí, EUA)
- Aeroporto de Lihue (Kauai, Havaí, EUA)
- Aeroporto de Kahului (Maui, Havaí, EUA)
- Aeroporto Internacional de Hilo (Havaí, EUA)
- Aeroporto Internacional de Kona (Havaí, EUA)
- Aeroporto Internacional de Rarotonga (Rarotonga, Ilhas Cook)
- Aeroporto Internacional de Niue (Niue)
- Aeroporto Internacional de Apia-Faleolo (Samoa)
- Aeroporto Internacional de Suva (Fiji)
- Aeroporto Internacional de Port Vila (Vanuatu)
- Aeroporto Internacional de Nouméa-La Tontouta (Nova Caledônia)
- Aeroporto Internacional de Pohnpei (Pohnpei, Estados Federados da Micronésia)
- Aeródromo Auxiliar do Atol Enewetak (Enewetak, Ilhas Marshall)
- Aeroporto Internacional de Chuuk (Weno, Estados Federados da Micronésia)
- Aeroporto Internacional de Guam (Guam)
- Aeroporto Internacional de Saipan (Saipan, Ilhas Marianas do Norte)

### Aeroportos de alternativa em rotas ETOPS noÁrtico
- Aeroporto de Svalbard (Longyearbyen, Svalbard, Noruega)
- Base Aérea de Thule (Qaanaaq/Thule, Groenlândia)
- Aeroporto de Iqaluit (Iqaluit, Nunavut, Canadá)
- Aeroporto Internacional de Whitehorse (Whitehorse, Yukon, Canadá)
- Aeroporto de Yellowknife (Yellowknife, Territórios do Noroeste, Canadá)
- Aeroporto de Barrow (Barrow, Alasca, EUA)
- Aeroporto de Bratsk (Bratsk, Rússia)
- Aeroporto Internacional de Irkutsk (Irkutsk, Rússia)
- Aeroporto de Norilsk (Norilsk, Rússia)
- Aeroporto de Novosibirsk (Novosibirsk, Rússia)
- Aeroporto de Tiksi (Tiksi, Rússia)
- Aeroporto de Yakutsk (Yakutsk, Rússia)
- Aeroporto de Mirny (Mirny, Rússia)
- Aeroporto de Chulman-Neryungri (Chulman/Neryungri, Iacútia, Rússia)
- Aeroporto de Pevek (Pevek, Chukotka, Rússia)

### Aeroportos de alternativa em rotas ETOPS no Oceano Índico
- Aeroporto de Socotra (Ilha de Socotra, Iêmen)
- Aeroporto Internacional das Seychelles (Victoria, Seychelles)
- Aeroporto Internacional da Ilha de Maurício (Maurício)
- Aeroporto de Saint Denis-Roland Garros (Saint-Denis, Ilha da Reunião)
- Aeroporto Internacional de Malé (Malé, Maldivas)
- Aeroporto Internacional de Colombo (Colombo, Sri Lanka)
- Base Aeronaval de Diego Garcia (Atol de Diego Garcia, Território Britânico do Oceano Índico)
- Aeroporto das Ilhas Cocos (Keeling) (Ilhas Cocos (Keeling), Austrália)
- Aeroporto de Learmonth/Base Aérea de Learmonth (Exmouth, Austrália Ocidental, Austrália)